# Martín Edwin García
Pour les articles homonymes, voir Martín García (homonymie) et García.
Martín Edwin García dit Martín (né le 2 mars 1981 à Bogota en Colombie) est un joueur de football colombien.

## Biographie
García fut formé par le club de l'América de Cali, avant de faire ses débuts professionnels en Copa Mustang avec l'Independiente Santa Fe en 1998. Il joue ensuite plusieurs saisons avec l'Alianza au El Salvador, avant de retourner en Colombie pour jouer quelques saisons avec les Millonarios.
Il joue ensuite à Vasco da Gama puis à São Caetano en Campeonato Brasileiro Série A. García joue ensuite au Necaxa en Primera División de México.